# مسجد بوسان
مسجد بوسان أو مسجد بوسان الفاتح (بالإنجليزية: Busan Al-Fatah Masjid ) هو مسجد يقع في مدينة بوسان في كوريا الجنوبية .

## البناء
يعد مسجد بوسان المسجد الوحيد في مدينة بوسان، تقام في المسجد الصلوات الخمس وصلاة الجمعة، وبالإضافة لذلك يقدم المسجد دروس الكمبيوتر، ويقوم فصول لتعليم اللغة العربية واللغة الإنجليزية، ويقيم محاضرات إسلامية دورية كل يوم الأحد، بالإضافة لاقامة محاضرات الإسلامية اليومية.

## الموقع
مسجد بوسان يقع بالقرب من محطة مترو دوسيل المخرج الثامن .

## وصلات خارجية
- صورة مسجد بوسان